# Rottole
Le Rottole (I Rottol in dialetto milanese, AFI: [ˈrɔtul]) sono un quartiere    posto nella zona nord-est di Milano, appartenente al Municipio 3 e al NIL n. 18 "Cimiano - Rottole - Q.re Feltre" e, in parte, al Municipio 2. 
In passato, il quartiere era borgo rurale, facente parte dei Corpi Santi di Milano, annesso al comune di Milano nel 1873.

## Storia
L'antico borgo delle Rottole era un piccolo borgo agricolo, appartenente ai Corpi Santi di Porta Venezia che si sviluppava sulla strada che dal Rondò di Loreto, attraversava il borgo, per poi dirigersi verso Crescenzago e, di là, verso Bergamo.
Il borgo, che si sviluppava attorno alla chiesa medievale di San Carlo alle Rottole, è rimasto agricolo fino alla prima metà del XX secolo, periodo durante il quale ha vissuto una forte fase di espansione.
Dà inizio a questa fase la scelta del Comune di Milano di creare un unico luogo per il deposito dell'immondizia milanese: dopo aver municipalizzato il servizio di pulizia delle strade, nel 1910, individua quest'area proprio presso le Rottole. Da allora, nel giro di poco tempo, l'area ha iniziato ad attrarre centinaia di persone, specialmente brianzoli, che hanno cominciato a costruire delle baracche, creando il cosiddetto "Villaggio degli Spazzini". Questo borgo, si trovava tra le attuali Vie Pordenone, Plezzo, Palmanova e Tolmezzo, ma, ad oggi, è completamente scomparso.

## Monumenti e luoghi d'interesse

### Architetture religiose
San Carlo alle RottoleLa chiesa di San Carlo alle Rottole si trovava al centro del quartiere dal quale prende il nome.
È stata demolita nel 1963.

## Infrastrutture e trasporti
- Linea M2: stazione di Piazza Udine

Le Rottole sono lambite a nord dalla Via Palmanova, un'importante strada radiale che è il tratto di penetrazione urbana della strada statale 11 Padana Superiore, che collega Milano (Piazzale Loreto) a Brescia e Venezia.
Nel quartiere è presente una stazione della linea M2 della metropolitana di Milano, Udine, situata al di sotto della piazza omonima, presso il confine con il Casoretto.
Nella sua parte orientale, il quartiere è attraversato dalla linea di cintura, lungo la quale non sorgono stazioni.
Varie linee di autobus, gestite da ATM, collegano le Rottole ai quartieri limitrofi e al centro di Milano. In passato, le Rottole erano interessate al passaggio delle linee celeri dell'Adda, sostituite negli anni ottanta della metropolitana.